# Referéndum para la ratificación de la Constitución marroquí
Un referéndum sobre la nueva constitución se llevó a cabo en Marruecos el 7 de diciembre de 1962, siendo la primera votación a nivel nacional en la historia marroquí, cuyo objetivo era ratificar la primera constitución escrita del país, siendo aprobada por el gobierno el 18 de noviembre. La Unión Nacional de Fuerzas Populares, partido republicano y socialista, se opuso a la monarquía constitucional y llamó a un boicot. Sin embargo, la participación electoral superó el 84% y la constitución fue aprobada por el 95.27% de los votantes. Las primeras elecciones generales bajo la constitución tuvieron lugar el 17 de mayo del año siguiente.

## Resultados
| Elección                           | Votos     | %     |
| ---------------------------------- | --------- | ----- |
| A favor                            | 3.733.816 | 95.27 |
| En contra                          | 113.199   | 2.88  |
| Votos anulados                     | 72.720    | 1.85  |
| Total                              | 3.919.737 | 100   |
| Votantes registrados/participación | 4.654.955 | 84.2  |
| Fuente: Nohlen et al.              |           |       |